# 費城聯邦準備銀行
費城聯邦準備銀行（英語：Federal Reserve Bank of Philadelphia），簡稱費城聯準銀行（Philadelphia Fed），為美國12個聯邦準備銀行之一，管轄聯邦準備制度的第3聯邦準備區，總部位於賓夕法尼亞州費城國家獨立歷史公園。

## 概要
費城聯準銀行管轄聯邦準備制度的第3聯邦準備區，包含德拉瓦州全域，以及紐澤西州、賓夕法尼亞州的部分地區。總部位於美國賓夕法尼亞州費城，為遷都華盛頓D.C.前之首都，且為美国美國第一銀行及美國第二銀行的所在地，現任總裁為派翠克·T·哈克（第11任總裁，2015年7月1日-）。

## 管轄地區

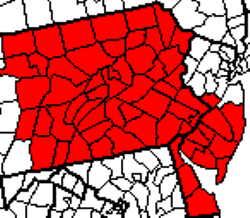
第3聯邦準備區地圖

- 第3聯邦準備區
  - 賓夕法尼亞州東部（總部所在地）
  - 紐澤西州南部
  - 德拉瓦州

## 脚注
1. ↑  , Philadelphia Fed,   [2016-08-19]

## 外部連結
- 官方網站（英語）